# Konserwa

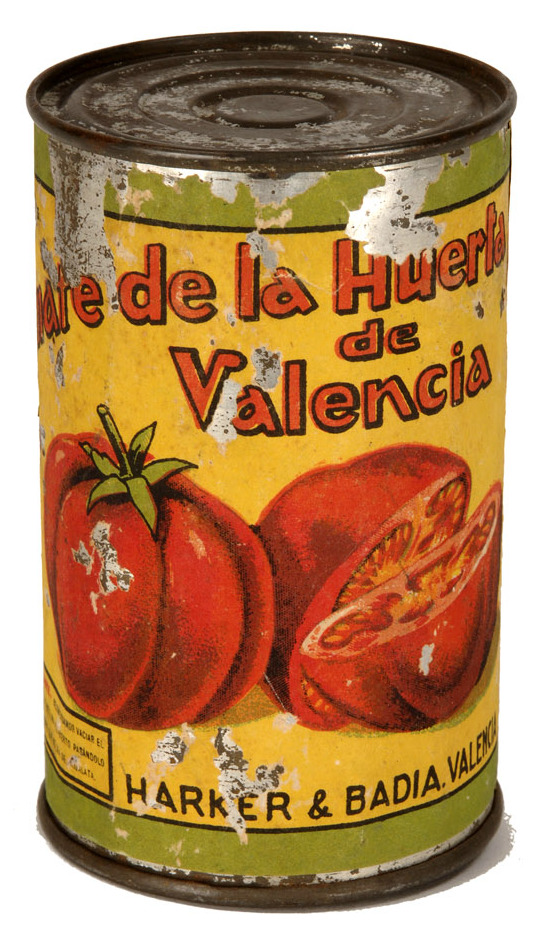
Puszka pomidorów (XX wiek)

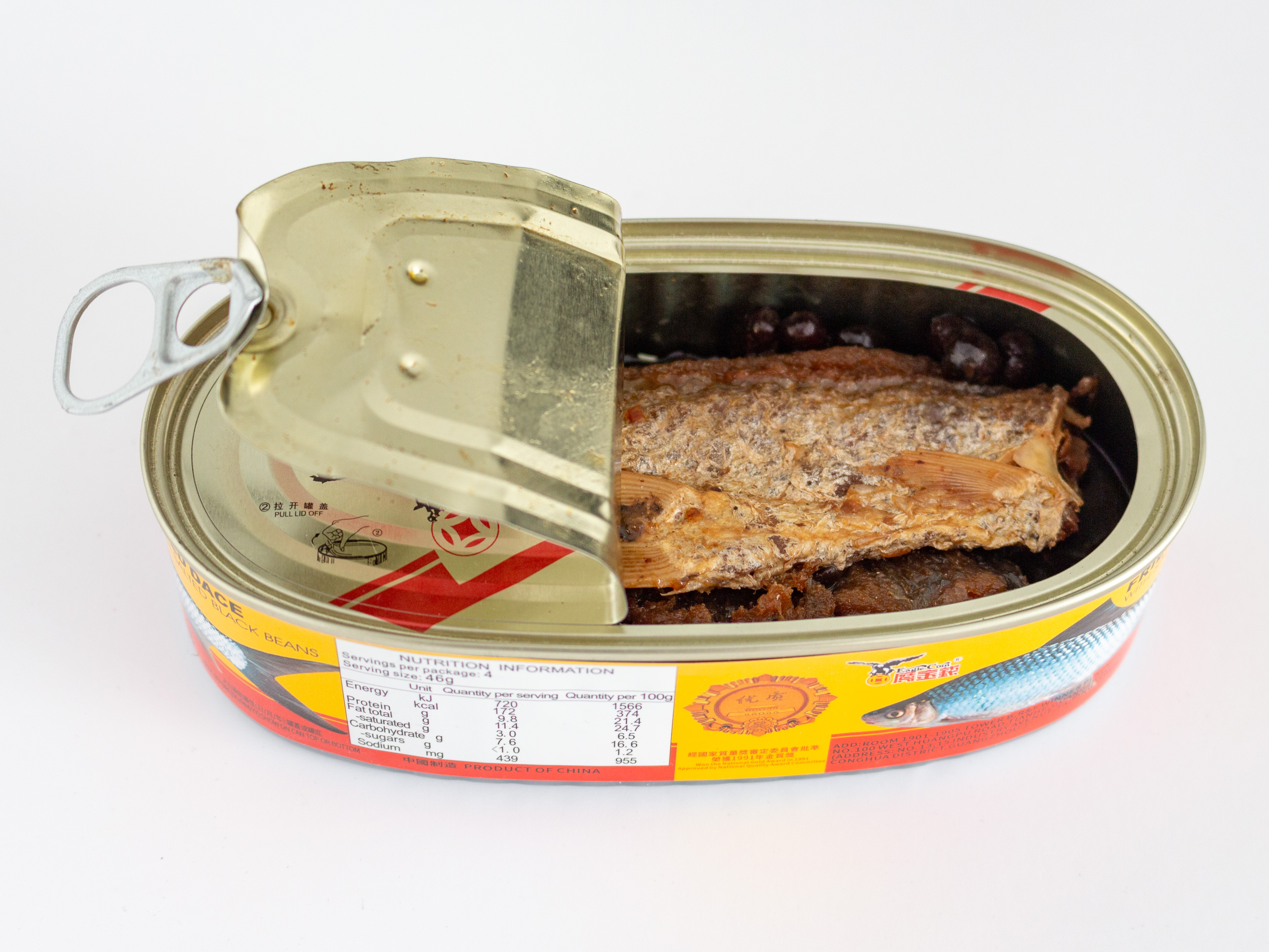
Otwarta puszka z konserwą rybną

Konserwa – potoczne określenie produktu żywnościowego w puszce, słoju lub plastikowym pojemniku, charakteryzującego się wydłużonym okresem przydatności do spożycia. Trwałość produktów zapewnia proces sterylizacji oraz szczelność opakowania chroniąca przed dostępem powietrza i zanieczyszczeń. Do niektórych produktów dodawane są także chemiczne środki konserwujące, np. azotan sodu lub azotan potasu w przetworach mięsnych.
Produkty konserwowane w puszkach wprowadził francuski browarnik Nicolas Appert, zwycięzca konkursu na sposób konserwowania żywności zorganizowany przez Napoleona. Appert wykorzystał do tego celu opakowanie szklane. 
Wraz z Anglikiem, Peterem Durandem opatentował pomysł, który następnie kupiła firma Donkin, Hall and Gamble. W 1810 założyła ona zakłady puszkujące żywność i od 1831 puszkowaną żywność można było zakupić w londyńskich sklepach.
W 1858 Ezra Warner skonstruował otwieracz do konserw.